# Маргарита Баварська (герцогиня Бургундії)
Маргарита Баварська (нім. Margarete von Bayern, 1363 —  23 січня 1422) — баварська принцеса з династії Віттельсбахів, донька герцога Баварії-Штраубінгу Альбрехта I та бжезької княжни Маргарити, дружина Бургундського герцога Жана Безстрашного, матір Бургундського герцога Філіпа III Доброго.

## Біографія
Народилась 1463 року в Гаазі. Була третьою дитиною та третьою донькою в родині герцога Баварії-Штраубінгу Альбрехта I та його першої дружини Маргарити Бжезької. Батько в цей час здійснював регентство над землями графств Генегау, Голландія та Зеландія. Мала старших сестер Катерину та Йоганну. Згодом сімейство поповнилося молодшою донькою Йоганною Софією та синами Вільгельмом, Альбрехтом і Йоганном.
У віці близько 22 років була видана заміж за 13-річного бургундського принца Жана, старшого сина герцога Філіпа II Доброго. 12 квітня 1385 року в Камбре пройшло подвійне вінчання Маргарити та Жана, якому було дароване Неверське графство, і сестри Жана, Маргарити, з Вільгельмом Баварським. Баварська принцеса мала червону мантію, розшиту золотими птахами. Як виглядав її наречений відомостей не збереглося. Святкування цих весіль було великою європейською подією і зібрало численних гостей, серед яких був і король Франції Карл VI. Частування, турніри та перегони тривали тиждень. Подружні союзи збільшили могутність і престиж батьків наречених, правлячих герцогів, та об'єднали їх сфери впливу.
Половина посагу Маргарити була використана її свекором для купівлі графства Шаролє, яке межувало з Бургундією на півдні. Хоча у шлюбному договорі прямо вказувалося, що Маргарита і діти, народжені у шлюбі, повинні мати узуфрукт, вона ніколи не отримувати дохід від цього району, доки Філіп і Жан правили в герцогстві.
Титул графа Неверського, який носив її чоловік виявився лише символічним, оскільки Жан не мав особистого доходу з даної області. Припускається, що у перші роки шлюбу Маргарита була частиною культурного та високо розвиненого двору її бургундських родичів. Сумнівно, що шлюб був консумований відразу, а також, що принцеса загалом часто бачила свого чоловіка в перші роки подружнього життя. Їхній первісток з'явився на світ у 1390, за п'ять років після весілля. Всього у подружжя було восьмеро дітей

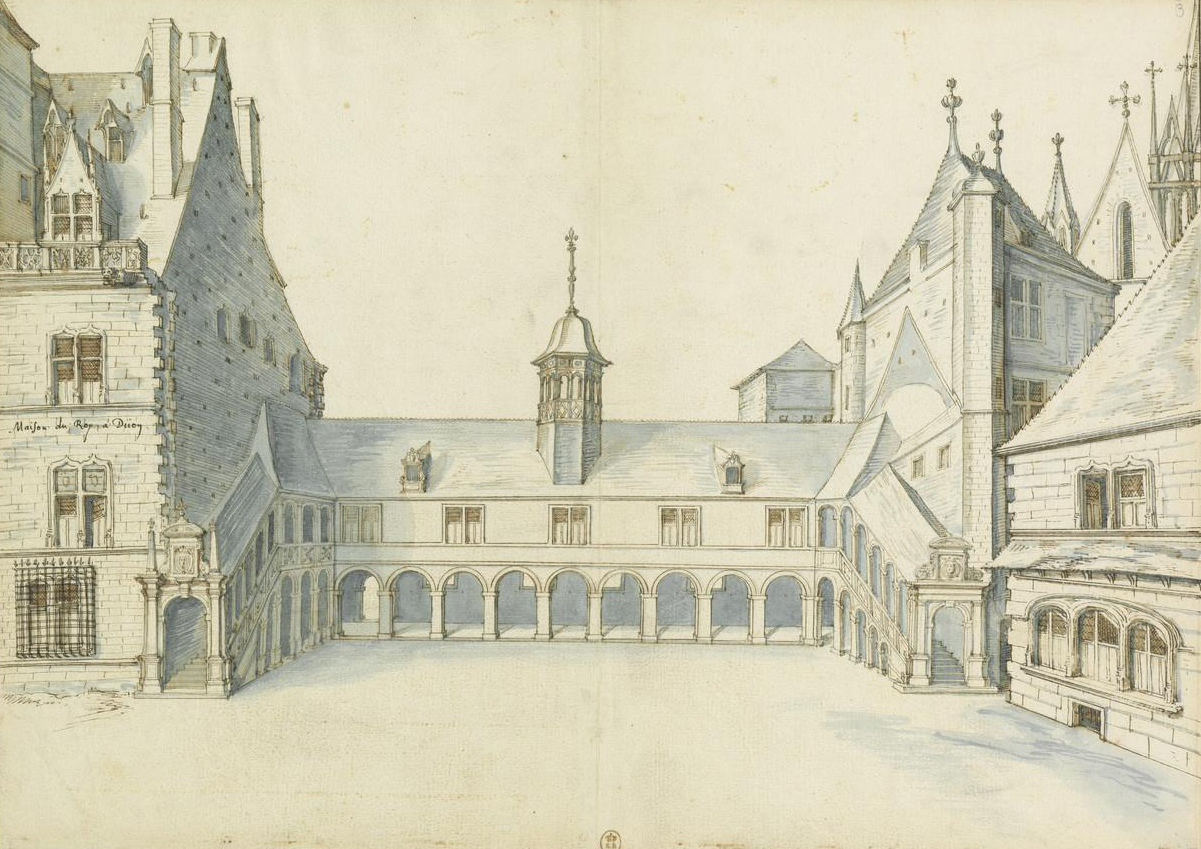
Палац герцогів Бургундських

Оскільки її тесть грав видну роль у французькій політиці, Маргарита регулярно відвідувала Париж. Після того, як Жан провів хрестовий похід проти турків і повернувся з нього у 1398 році, отримавши прізвисько «Безстрашний», Філіп II призначив його заступником в Бургундії. У квітні 1404, після смерті батька, Жан став повноправним герцогом. За його відсутності в країні Маргарита виступала регентом.
Так, у 1409 році, коли чоловік брав участь у боротьбі проти арманьяків, Маргарита очолювала країну і вважалася здібною адміністраторкою. Вона по черзі мешкала у Діжоні та Руврі, маючи в пріоритеті захист регіону. Для забезпечення фінансування, необхідного для оборони, скликала штати. Відремонтувала замки і звела нові укріплення, зроблені по дозволеним виплатам, а також за допомогою примусових позик і кредиторів. Бургундським військам вдалося вигнати арманьяків з Бургундії та захопити графство Безансон.
У 1419 році Жан Безстрашний загинув. Їхній син Філіп, за підтримки Маргарити, намагався покласти край громадянській війні за допомогою дипломатії та шлюбниї політики.
Померла 23 січня 1422. Була похована поруч із чоловіком в монастирі Шампмоль в Діжоні.

## Родина

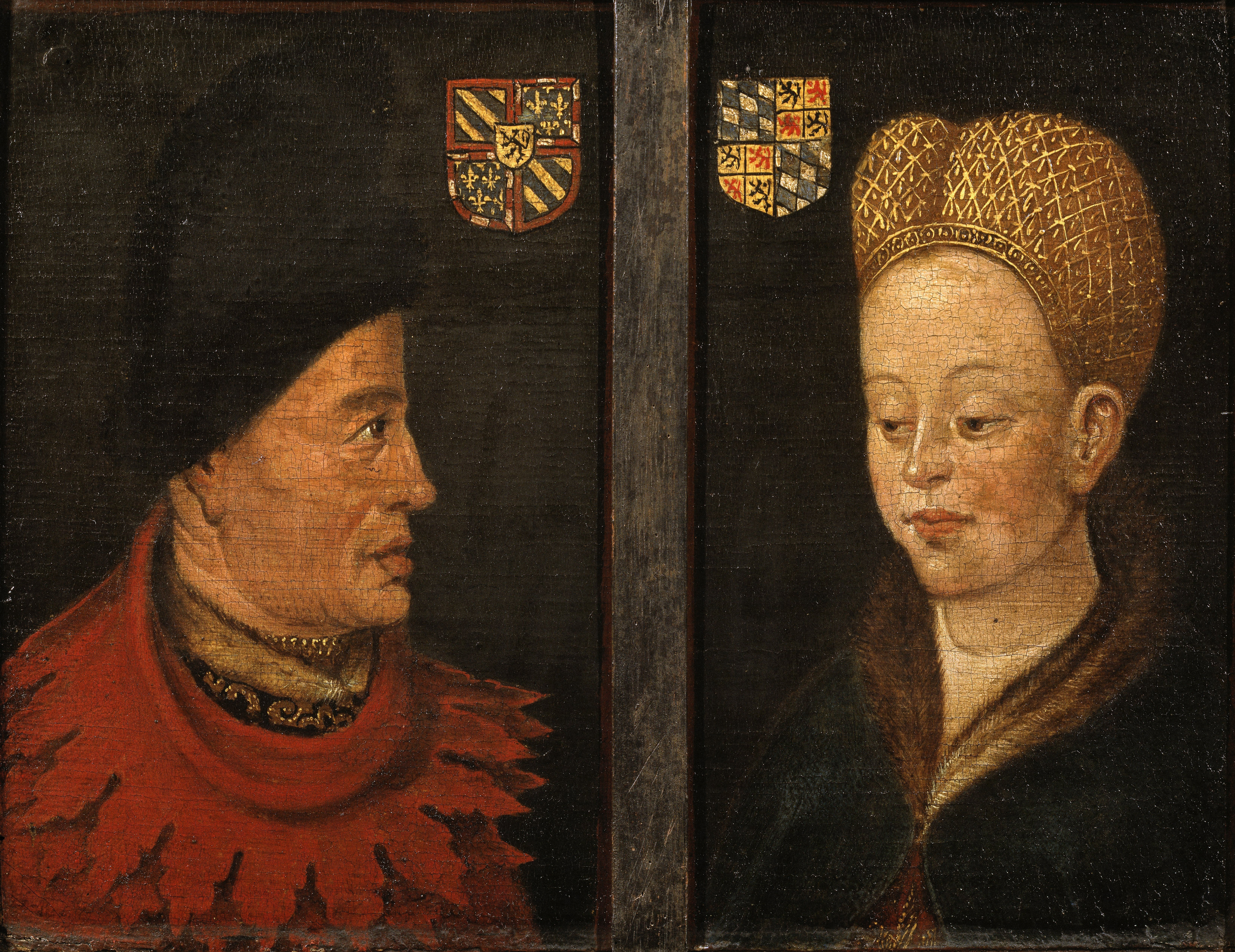
Подвійний портрет Маргарити та Жана Бестрашного, Музей витончених мистецтв у Генті

Чоловік — Іоанн (Жан) I Безстрашний, герцог Бургундський
Діти:
- Маргарита (1390—1442) — була двічі одружена, дітей не мала;
- Катерина (1391—1414) — одружена не була, дітей не мала;
- Марія (1393—1463) — дружина герцога Клеве та графа Марка Адольфа I, мала восьмеро дітей;
- Філіп (1396—1467) — герцог Бургундії у 1419—1467 роках, герцог Люксембургу у 1443—1467 роках, був тричі одруженим, мав чотирьох законних дітей і кількох позашлюбних;
- Ізабелла (?—1412) — дружина графа Пентьєвра та Перігору Оливьє де Блуа, дітей не мала;
- Жанна (1399—?) — одружена не була, дітей не мала;
- Анна (1404—1432) — дружина герцога Бедфорда Джона Ланкастера, дітей не мала;
- Агнеса (1407—1476) — дружина герцога Бурбону Карла I, мала одинадцятеро дітей.